# Museum Neues Weimar

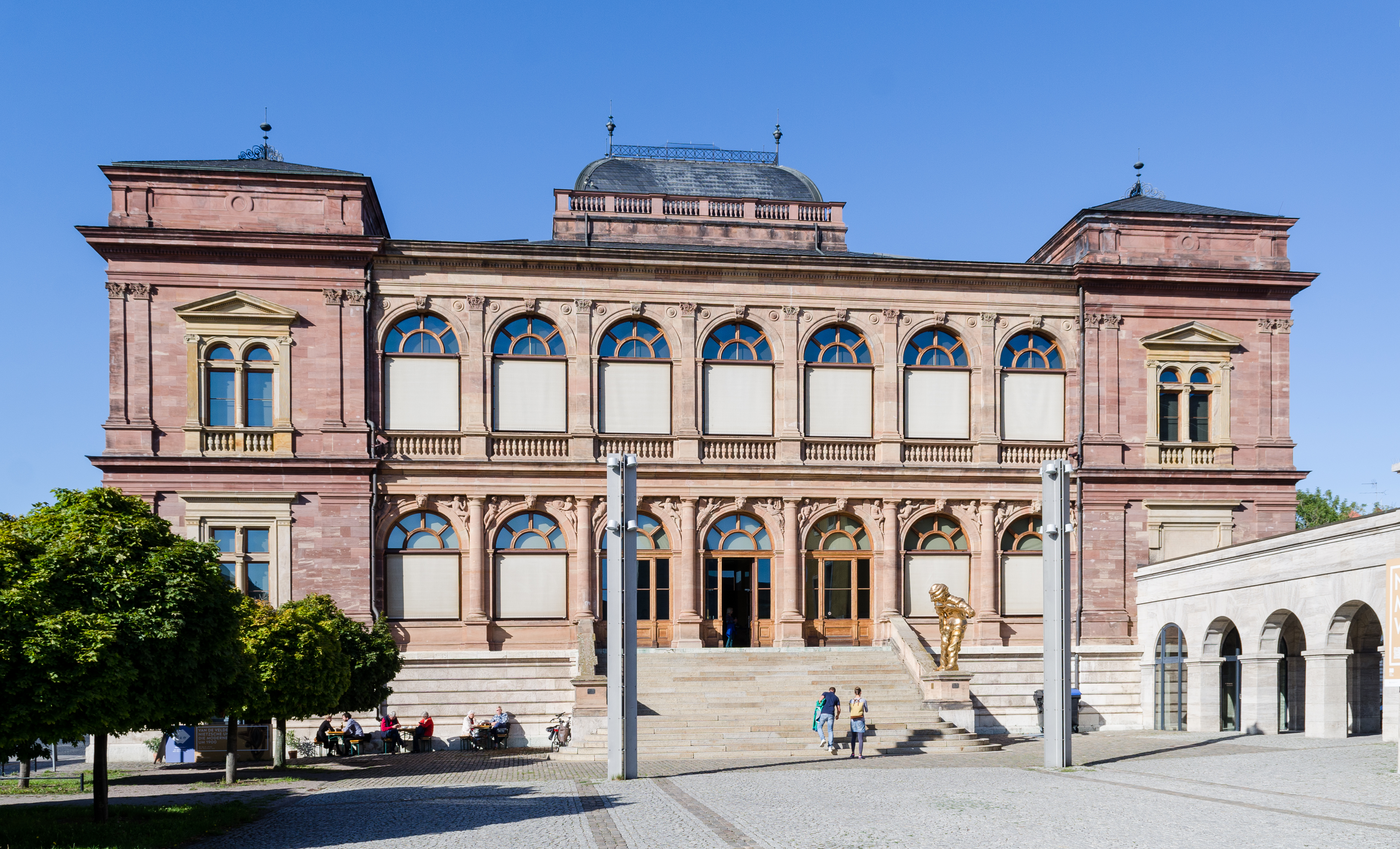

Het Museum Neues Weimar is een museum in het Duitse Weimar. Het museum werd opgericht in 1869 als Grossherzogliches Museum en droeg daarna de namen 1919 bis 1946: Thüringisches Landesmuseum (1919-1946) en Neues Museum Weimar (199-2020). Het museum wordt beheerd door de Klassik Stiftung Weimar en spitst zich toe op kunst en ambacht van rond 1900. De tentoonstelling Van de Velde, Nietzsche und die Moderne um 1900 belicht werken van de Weimarse schildersschool tot Henry Van de Velde.